# Жолнерович, Кшиштоф
Кшиштоф Жолнерович (пол. Krzysztof Żołnierowicz; 18 января 1962, Быдгощ — 27 мая 2020, там же) — польский шахматист, международный мастер (1988).

## Шахматная карьера
Серебряный призёр юниорского чемпионата Польши 1981 года. Участник четырёх чемпионатов Польши (1984, 1985, 1989 и 1990).
Неоднократный призёр командных чемпионатов Польши. Выиграл 3 медали в команде — серебряную (1990) и 2 бронзовые (1982—1983), а также 2 медали в индивидуальном зачёте — золотую (1982) и бронзовую (1995).
Победитель турниров во Вроцлаве, Слупске (оба в 1987 г.) и Легнице (1989 г.). Призёр ряда международных и внутренних соревнований, а также опен-турниров.
В составе национальной сборной участник 2-й Телешахолимпиады (1981/1982).
В составе клуба «KS Piast Słupsk» участник 8-го Кубка европейских клубов (1991/1992).
Добился больших успехов в соревнованиях с укороченным контролем времени. Чемпион Польши по быстрым шахматам 1990 г. Серебряный призёр чемпионата Польши по быстрым шахматам 1989 г. Неоднократный призёр командного чемпионата страны по быстрым шахматам.

## Основные спортивные результаты
| Год  | Город          | Соревнование                         | + | − | = | Результат | Место |
| ---- | -------------- | ------------------------------------ | - | - | - | --------- | ----- |
| 1981 | Олецко         | Юниорский чемпионат Польши           |   |   |   |           | 1     |
| 1982 | Тарновске-Гуры | Опен-турнир                          |   |   |   |           | 2     |
| 1983 | Сверадув-Здруй | Опен-турнир                          |   |   |   |           | 3—    |
|      | Белосток       | Опен-турнир                          |   |   |   |           | 3—    |
| 1984 | Познань        | Чемпионат Польши                     | 3 | 6 | 6 | 6 из 15   | 13—15 |
| 1985 | Гдыня          | Чемпионат Польши                     | 3 | 4 | 8 | 7 из 15   | 8—13  |
| 1987 | Вроцлав        | Турнир польских шахматистов          |   |   |   |           | 1     |
|      | Слупск         | Турнир польских шахматистов          |   |   |   |           | 1—    |
|      | Мысленице      | Международный турнир (турнир В)      |   |   |   | 7 из 11   | 2—3   |
| 1988 | Баку           | Международный турнир                 |   |   |   | 3 из 11   | 12    |
|      | Варшава        | Опен-турнир                          |   |   |   |           | 2—    |
| 1989 | Слупск         | Чемпионат Польши                     | 2 | 7 | 6 | 5 из 15   | 16    |
|      | Катовице       | Чемпионат Польши по быстрым шахматам |   |   |   |           | 2     |
|      | Гётеборг       | Международный турнир                 |   |   |   | 7 из 11   | 3     |
|      | Легница        | Турнир польских шахматистов          |   |   |   |           | 1—    |
|      | Прага          | Международный турнир (турнир В)      |   |   |   | 8½ из 13  | 4     |
| 1990 | Варшава        | Чемпионат Польши                     | 4 | 5 | 6 | 7 из 15   | 8—9   |
|      | Гдыня          | Чемпионат Польши по быстрым шахматам |   |   |   |           | 1     |
|      | Прага          | Международный турнир (турнир В)      |   |   |   | 7½ из 12  | 3—4   |
| 1993 | Люблин         | Международный турнир                 |   |   |   | 5½ из 11  | 6—7   |

## Изменения рейтинга
| Графики недоступны из-за технических проблем. См. информацию на Фабрикаторе и на mediawiki.org. |